# Kammmuscheln
Die Kammmuscheln (Pectinidae) sind eine Familie der Ordnung Pectinida innerhalb der Muscheln (Bivalvia).

## Merkmale

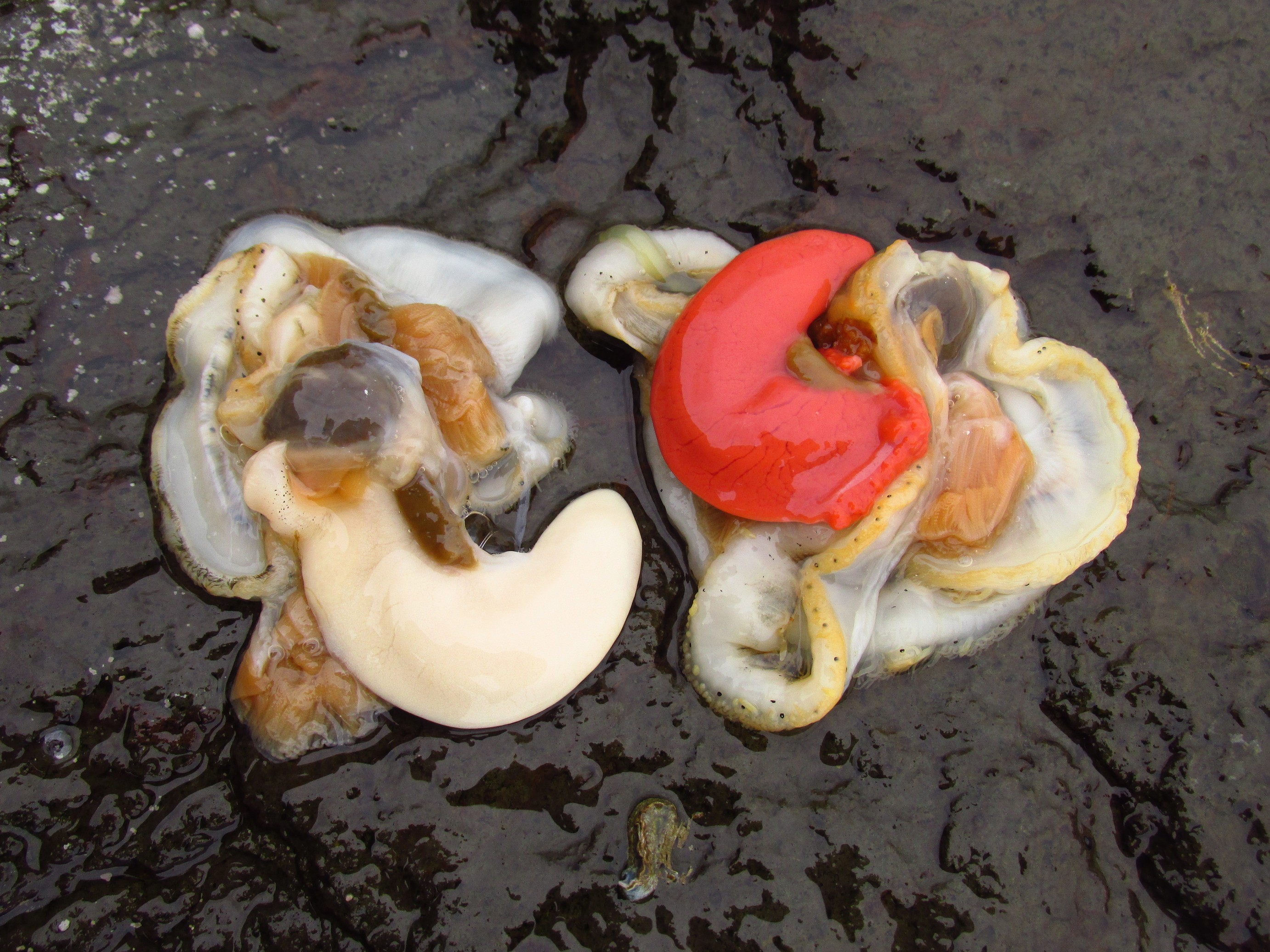
Innereien v. Mizuhopecten

Die gleichklappigen oder auch leicht ungleichklappigen Gehäuse sind im Umriss fächerförmig, rundlich oder eiförmig, und mittelgroß bis groß. Sie sind häufig fast gleichseitig oder nur leicht ungleichseitig. Häufig ist eine Klappe etwas stärker konvex gewölbt als die andere Klappe. Der Wirbel bildet die Spitze des Fächers bzw. sitzt annähernd mittig am oberen Rand. Beiderseits des Wirbels sind flügelförmige Schalenfortsätze ausgebildet, die sogenannten Ohren. Sie können nahezu gleich groß, oder aber sehr ungleich groß sein. Das vordere Ohr der rechten Klappe zeigt häufig einen mehr oder weniger großen Einschnitt für den Byssus. Die Arten leben frei, teils aufschwimmend, oder mit Byssus festgeheftet oder mit der rechten Klappe anzementiert an Festgrund. Der Schlossrand weist keine Zähne auf. 
Die Arten der Kammmuscheln besitzen nur einen großen Schließmuskel („monomyar“) und damit auch nur einen großen Schließmuskelabdruck. Die Schale ist meist festschalig, kann aber auch dünner und spröde sein. Die Ornamentierung besteht sehr häufig aus radialen Rippen unterschiedlicher Intensität und Gestaltung oder auch Undulationen der Schale sowie meist eher untergeordnet auch konzentrische Anwachsstreifen oder Rippen; selten ist die konzentrische Ornamentierung kräftiger als die radiale Ornamentierung. Die meisten Arten tragen auf der Oberfläche auffällige Zeichnungen, häufig noch unterschiedlicher Farbe. Meist ist die obere linke Klappe intensiver gefärbt als die untere rechte Klappe. Die Innenseiten sind meist weiß, können aber ebenfalls farbige Muster haben.

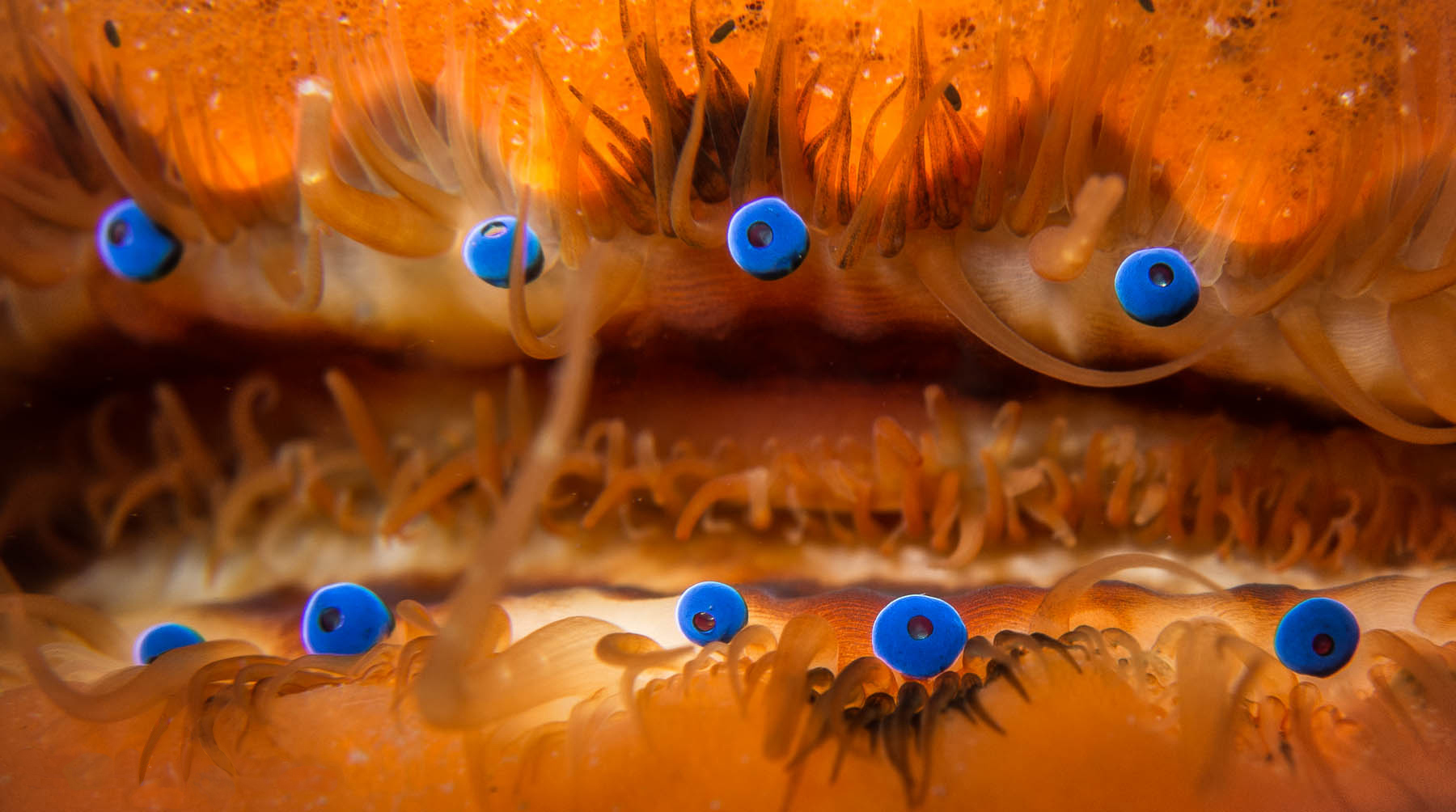
Kammmuschel mit Augen am Mantelrand

Ein auffälliges Merkmal der Kammmuscheln sind ihre zahlreichen Augen am Mantelrand. Darum besitzen sie ein dementsprechend entwickeltes Nervensystem mit einer Konzentration der Ganglien im viszeralen Bereich. Darüber hinaus sind viele Arten in der Lage, sich bei der Annäherung eines Fressfeindes, beispielsweise eines Seesterns, durch schnelles mehrmaliges Zusammenklappen der Schalen schwimmend fortzubewegen und der Gefahr zu entkommen.

## Wirtschaftliche Bedeutung
Die Jakobsmuscheln haben eine große wirtschaftliche Bedeutung. Gegessen werden Schließmuskel und Gonaden der Muscheln.

## Bedeutung in der Symbolik

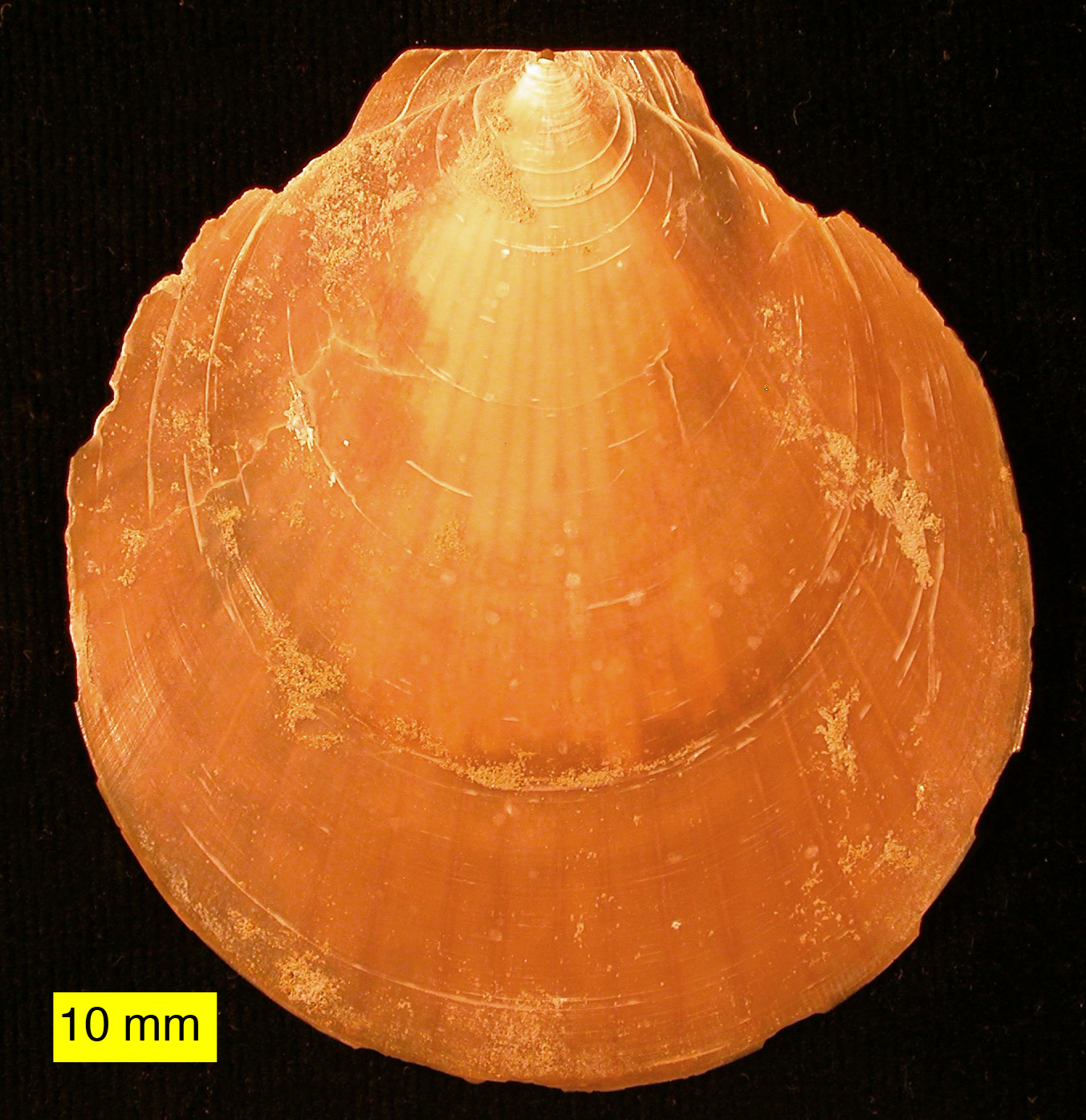
Amusium cristatum

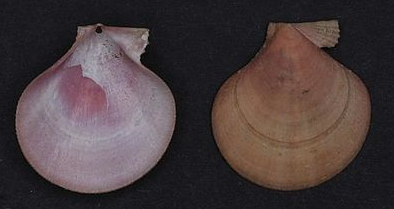
Tiger-Kammmuschel (Palliolum tigerinum)

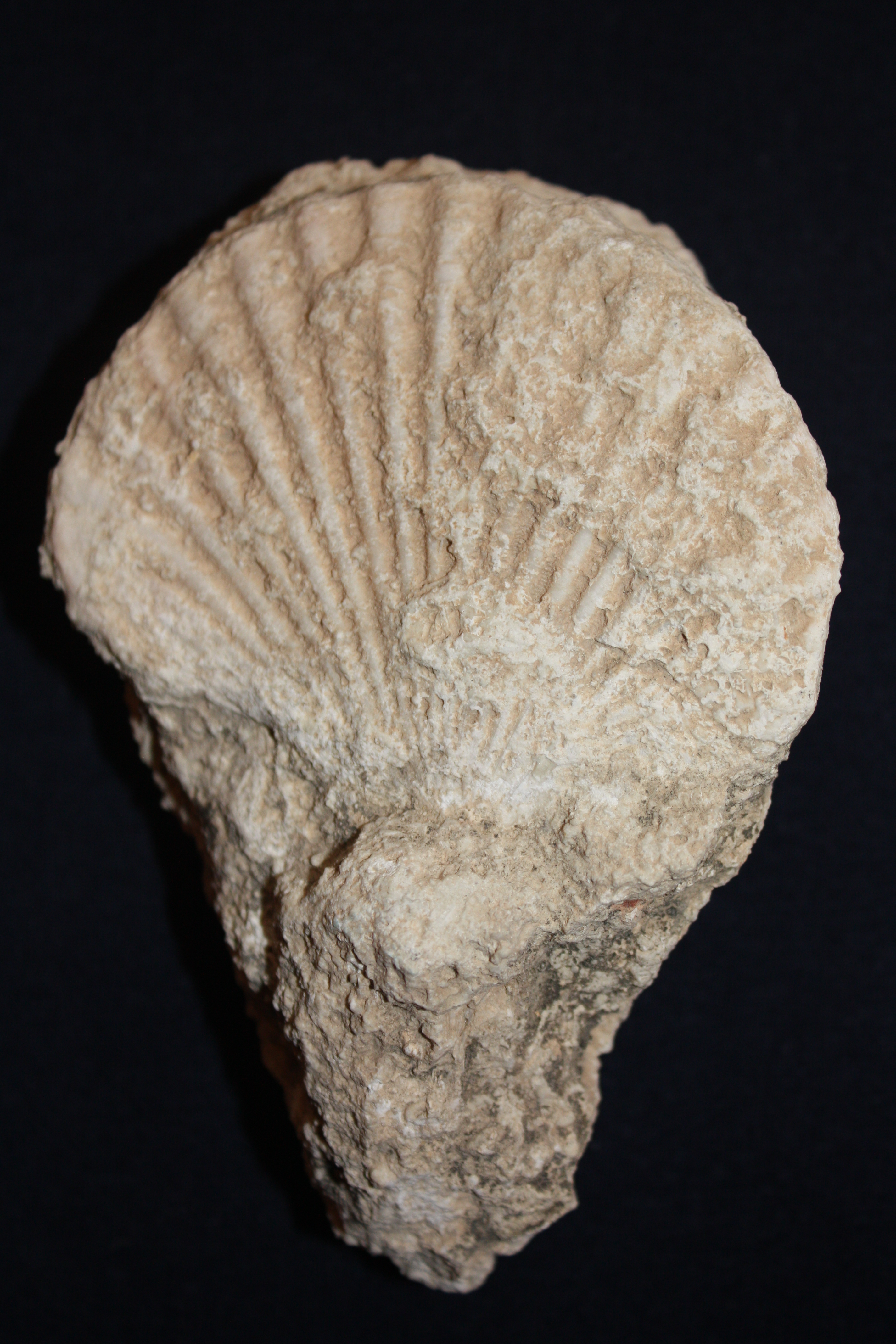
Fossile pectinide Muschel (Osttimor)

Der Konzern Shell verwendet eine stilisierte Kammmuschel mit nach unten zeigendem Wirbel als Firmenlogo. Auch in der Heraldik kommt die Kammmuschel, immer die Jakobsmuschel darstellend, als Wappentier vor. Sie ist das Pilgerzeichen schlechthin und wird als Wegzeichen des Jakobswegs verwendet. 

## Systematik
Das Taxon war bereits 1810 von John Wilkes als Pectinoidae in die wissenschaftliche Literatur eingeführt worden. Es wird ganz allgemein als gültiges Taxon betrachtet. Nach der MolluscaBase werden folgende Unterfamilien und Gattungen zur Familie der Kammmuscheln gestellt:
- Familie Kammmuscheln (Pectinidae Wilkes, 1810)
  - Unterfamilie Camptonectinae Habe, 1927
    -       - Gattung Camptonectes Agassiz, 1864
      - Gattung Ciclopecten Seguenza, 1877
      - Gattung Delectopecten Stewart, 1930
        - Delectopecten vitreus (Gmelin, 1791)

      - Gattung Hyalopecten Verrill, 1897
        - Hyalopecten frigidus (Jensen, 1904)
        - Hyalopecten pudicus (E A Smith, 1885)

      - Gattung Pseudohinnites Dijkstra, 1989
      - Gattung Sinepecten Schein, 2006

  - Unterfamilie Palliolinae Korobkov, 1960
    - Tribus Adamussiini Habe, 1977
      - Gattung Adamussium Thiele, 1934
      - Gattung Antarctipecten Beu & Taviani, 2013 †
      - Gattung Duplipecten Marwick, 1928 †
      - Gattung Lentipecten Marwick, 1928 †
      - Gattung Leoclunipecten Beu & Taviani, 2013 †
      - Gattung Ruthipecten Beu & Taviani, 2013 †

    - Tribus Eburneopectinini T. R. Waller, 2006 †
      - Gattung Eburneopecten Conrad, 1865 †

    - Tribus Mesopeplini T. R. Waller, 2006 †
      - Gattung Kaparachlamys Boreham, 1965 †
      - Gattung Mesopeplum Iredale, 1929
      - Gattung Phialopecten Marwick, 1928 †
      - Gattung Sectipecten Marwick, 1928 †
      - Gattung Towaipecten  Beu, 1995 †

    - Tribus Palliolini Korobkov, 1960
      - Gattung Karnekampia H. P. Wagner, 1988
        - Karnekampia sulcata (Müller, 1776)

      - Gattung Lissochlamys Sacco, 1897
      - Gattung Palliolum Monterosato, 1884
        - Palliolum incomparabile (Risso, 1826)
        - Palliolum striatum (Müller, 1776)
        - Tiger-Kammmuschel (Palliolum tigerinum (O. F. Müller, 1776))

      - Gattung Placopecten Verrill, 1897
      - Gattung Pseudamussium Mörch, 1853
        - Gewellte Kammmuschel (Pseudamussium clavatum (Poli, 1795))
        - Siebenstrahlige Kammmuschel (Pseudamussium peslutrae (Linnaeus, 1771))

    - Tribus Serripectinini T. R. Waller, 2006
      - Gattung Janupecten Marwick, 1928 †
      - Gattung Serripecten Marwick, 1928 †

  - Unterfamilie: Pectininae Wilkes, 1810
    - Tribus Aequipectinini F. Nordsieck, 1969
      - Gattung Aequipecten Fischer, 1886
        - Kleine Pilgermuschel (Aequipecten opercularis (Linnaeus, 1758))

      - Gattung Argopecten Monterosato, 1889
      - Gattung Cryptopecten Dall, Bartsch & Rehder, 1938
      - Gattung Flexopecten Sacco, 1897
      - Gattung Haumea Dall, Bartsch & Rehder, 1938
      - Gattung Leptopecten Verrill, 1897
      - Gattung Volachlamys Iredale, 1939

    - Tribus Amusiini Ridewood, 1903
      - Gattung Amusium Röding, 1798
      - Gattung Dentamussium Dijkstra, 1990
      - Gattung Euvola Dall, 1898
        - Zickzack-Kammmuschel (Euvola ziczac (Linnaeus, 1758))

      - Gattung Leopecten Masuda, 1971
      - Gattung Ylistrum Mynhardt & Alejandrino, 2014

    - Tribus Austrochlamydini Jonkers, 2003
      - Gattung Austrochlamys Jonkers, 2003

    - Tribus Decatopectinini T. R. Waller, 2006
      - Gattung Anguipecten Dall, Bartsch & Rehder, 1938
      - Gattung Antillipecten Waller, 2011
      - Gattung Bractechlamys Iredale, 1939
      - Gattung Decatopecten G.B. Sowerby II, 1839
      - Gattung Excellichlamys Iredale, 1939
      - Gattung Glorichlamys Dijkstra, 1991
      - Gattung Gloripallium Iredale, 1939
      - Gattung Juxtamusium Iredale, 1939
      - Gattung Lyropecten Conrad, 1862
      - Gattung Mirapecten Dall, Bartsch & Rehder, 1938
      - Gattung Nodipecten Dall, 1898

    - Tribus Pectinini Rafinesque, 1815
      - Gattung Annachlamys Iredale, 1939
      - Gattung Gigantopecten Rovereto, 1899 †
      - Gattung Minnivola Iredale, 1939
      - Gattung Oopecten Sacco, 1897 †
      - Gattung Oppenheimopecten Teppner, 1922 †
      - Gattung Pecten O. F. Müller, 1776
        - Mittelmeer-Pilgermuschel (Pecten jacobaeus (Linnaeus, 1758))
        - Große Pilgermuschel (Pecten maximus)

      - Gattung Serratovola Habe, 1951

  - Unterfamilie Pedinae Bronn, 1862
    - Tribus Chlamydini von Teppner, 1922
      - Gattung Austrohinnites Beu & Darragh, 2001 †
      - Gattung Azumapecten Habe, 1977
      - Gattung Chlamys Röding, 1798
        - Isländische Kammmuschel (Chlamys islandica (O. F. Müller, 1776))

      - Gattung Chokekenia Santelli & del Río, 2018 †
      - Gattung Ckaraosippur Santelli & del Río, 2019 †
      - Gattung Complicachlamys Iredale, 1939
      - Gattung Coralichlamys Iredale, 1939
      - Gattung Dietotenhosen Santelli & del Río, 2019 †
      - Gattung Equichlamys Iredale, 1929
      - Gattung Hemipecten Adams & Reeve, 1848
      - Gattung Hinnites Defrance, 1821
      - Gattung Laevichlamys Waller, 1993
      - Gattung Manupecten Monterosato, 1872
      - Gattung Moirechlamys Santelli & del Río, 2018 †
      - Gattung Notochlamys Cotton, 1930
      - Gattung Pascahinnites Dijkstra & Raines, 1999
      - Gattung Pixiechlamys Santelli & del Río, 2018 †
      - Gattung Scaeochlamys Iredale, 1929
      - Gattung Semipallium Lamy, 1928
      - Gattung Swiftopecten Hertlein, 1935
      - Gattung Talochlamys Iredale, 1929
        - Höckerige Kammmuschel (Talochlamys pusio (Linnaeus, 1758))

      - Gattung Veprichlamys Iredale, 1929
      - Gattung Zygochlamys Ihering, 1907

    - Tribus Crassadomini T. R. Waller, 2006
      - Gattung Caribachlamys T. R. Waller, 1993
      - Gattung Crassadoma F. R. Bernard, 1986

    - Tribus Fortipectinini Masuda, 1963
      - Gattung Mizuhopecten Masuda, 1963
      - Gattung Patinopecten Dall, 1898

    - Tribus Mimachlamydini T. R. Waller, 1993
      - Gattung Mimachlamys Iredale, 1929
        - Bunte Kammmuschel (Mimachlamys varia (Linnaeus, 1758))

      - Gattung Spathochlamys T. R. Waller, 1993

    - Tribus Pedini Bronn, 1831
      - Gattung Pedum Bruguière, 1791

  - Unterfamilie und Tribus incertae sedies
    -       - Gattung Athlopecten Marwick, 1928 †
      - Gattung Lamellipecten Dijkstra & Maestrati, 2010

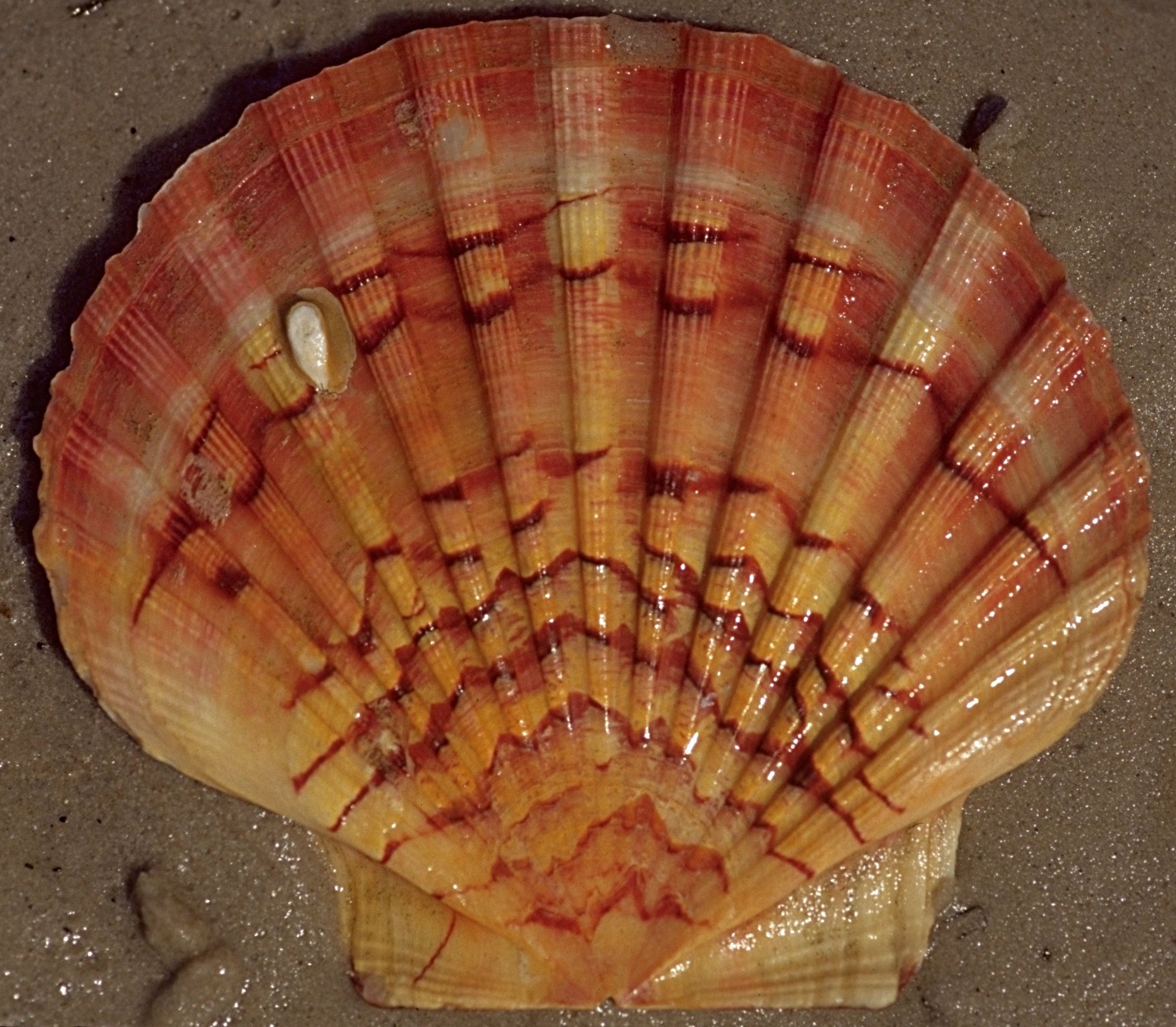
Mittelmeer-Pilgermuschel (Pecten jacobaeus), „untere“, flache Klappe
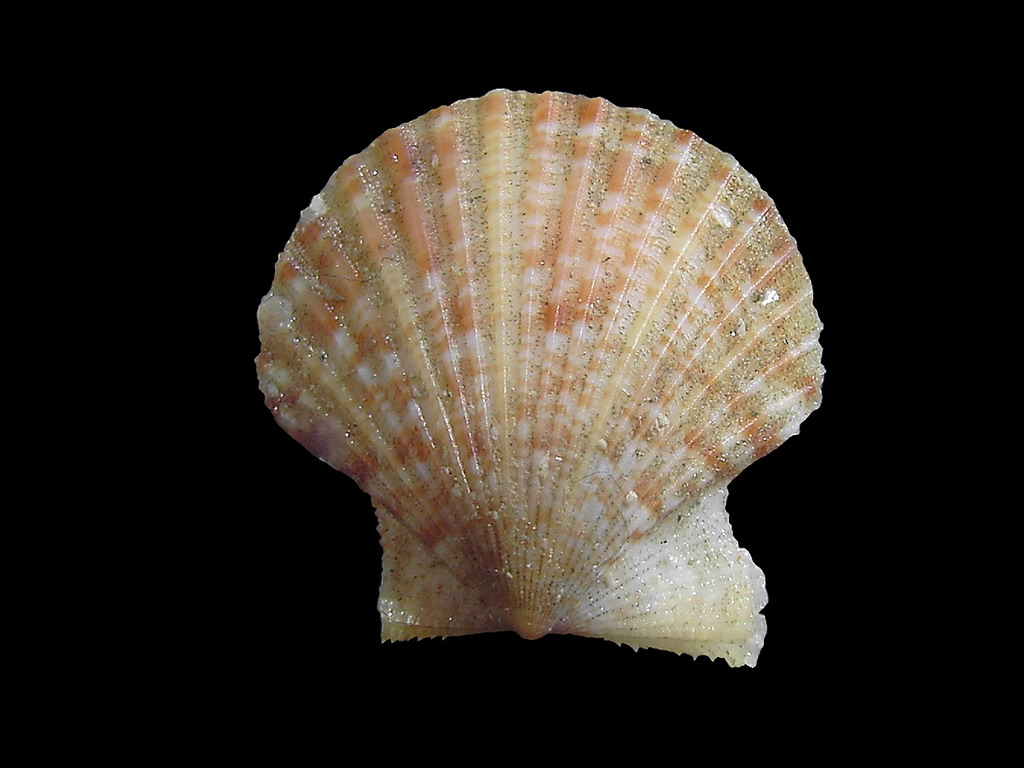
Kleine Pilgermuschel (Aequipecten opercularis)
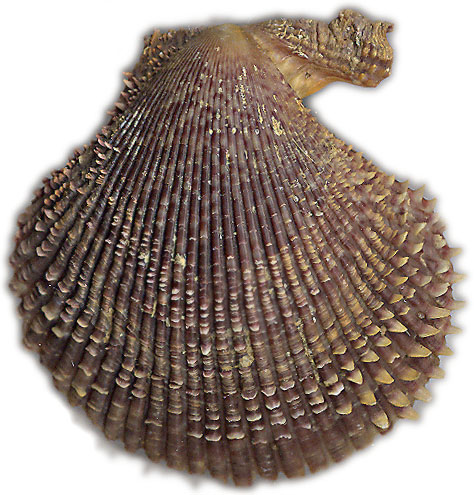
Bunte Kammmuschel (Chlamys varia), häufigste Färbung mit gut erhaltenen Schuppen
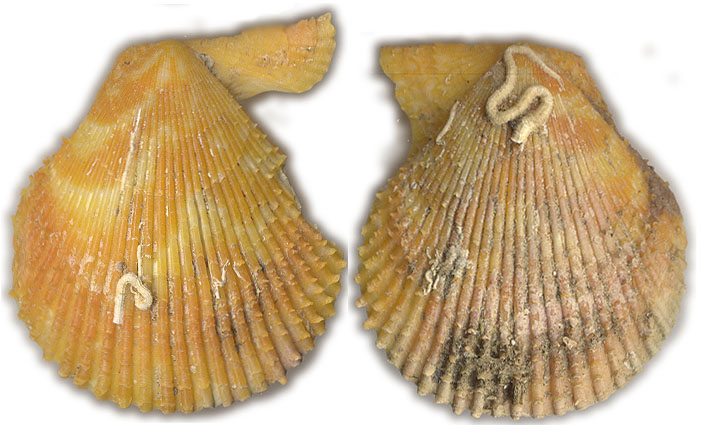
Bunte Kammmuschel, gelbe Farbvariante

## Belege